# Lesy hl. m. Prahy
Lesy hl. m. Prahy (LHMP) je příspěvkovou organizací hlavního města Prahy. Vznikla v roce 1992. V současnosti má tři střediska: lesy, vodní toky a okrasné školky.
Středisko lesy obhospodařuje více než 2400 ha městských lesů v majetku hl. m. Prahy a správy Odboru ochrany prostředí magistrátu, dále vykonává funkci odborného lesního hospodáře.
Středisko vodní toky provádí údržbu více než 90 malých vodních toků na území Prahy a spravuje více než 100 vodohospodářských děl (rybníků, retenčních nádrží a dešťových usazovacích nádrží), které jsou v majetku města. LHMP také pečují o zeleň podél těchto vodních ploch a zpracovávají výsledky měření kvality vody na tocích.
V pražských okrasných školkách v Ďáblicích a ve Kbelích se pěstují dřeviny i květiny pro prodej a realizaci akcí v oblasti městské zeleně na území Prahy.

## Historie
Předchůdcem ve správě lesů byl od roku 1949 komunální podnik Sady, lesy a zahradnictví Praha (SLZ), od 1. ledna 1989 transformovaný na státní podnik (IČ 00063347), od 10. března 1993 v likvidaci.
Malé vodní toky dříve spravoval státní podnik Pražská kanalizace a vodní toky (PKVT, IČ 00064076, v letech 1967–1988 národní podnik), který byl v roce 1998 sloučen se státním podnikem Pražské vodárny do akciové společnosti Pražské vodovody a kanalizace.